# ألفارو نافارو
ألفارو نافارو (بالإسبانية: Álvaro Navarro) (28 يناير 1985 في الأوروغواي - ) هو لاعب كرة قدم أوروغواني في مركز الهجوم. شارك مع منتخب الأوروغواي تحت 20 سنة لكرة القدم. أما مع النوادي، فقد لعب مع بوتافوغو ريغاتاس وجيمناسيا لابلاتا وديفينسور سبورتينغ وغودوي كروز ونادي بويبلا ونادي أولميدو ونادي كوبريسال.

## وصلات خارجية
- ألفارو نافارو على موقع قاعدة بيانات كرة القدم.إي يو (الإنجليزية)
- ألفارو نافارو على موقع Soccerway.com (الإنجليزية)
- ألفارو نافارو على موقع AS.com (الإسبانية)